# Mark Wells
Mark Wells (St. Clair Shores, Michigan, 18 de septiembre de 1957-18 de mayo de 2024) fue un jugador de hockey sobre hielo estadounidense que jugó en la posición de centro. Fue integrante del equipo del milagro sobre hielo que ganó la medalla de oro en Lake Placid 1980.

## Estadísticas

### Equipo
| 1974–75   | Detroit Jr. Red Wings | SOJHL     | —  | —  | —  | —  | —  | — | — | — | — | — |
| 1975–76   | Bowling Green Falcons | CCHA      | 32 | 17 | 27 | 44 | 10 | — | — | — | — | — |
| 1976–77   | Bowling Green Falcons | CCHA      | 39 | 23 | 36 | 59 | 20 | — | — | — | — | — |
| 1977–78   | Bowling Green Falcons | CCHA      | 38 | 11 | 34 | 45 | 33 | — | — | — | — | — |
| 1978–79   | Bowling Green Falcons | CCHA      | 45 | 26 | 57 | 83 | 30 | — | — | — | — | — |
| 1979–80   | Nova Scotia Voyageurs | AHL       | 9  | 1  | 0  | 1  | 0  | — | — | — | — | — |
| 1979–80   | Flint Generals        | IHL       | 19 | 9  | 13 | 22 | 19 | — | — | — | — | — |
| 1980–81   | New Haven Nighthawks  | AHL       | 67 | 14 | 29 | 43 | 22 | — | — | — | — | — |
| 1981–82   | Fort Wayne Komets     | IHL       | 19 | 3  | 10 | 13 | 8  | — | — | — | — | — |
| 1981–82   | Oklahoma City Stars   | CHL       | 14 | 1  | 1  | 2  | 6  | — | — | — | — | — |
| 1981–82   | Flint Generals        | IHL       | 6  | 0  | 1  | 1  | 6  | — | — | — | — | — |
| Total AHL | Total AHL             | Total AHL | 76 | 15 | 29 | 44 | 22 | — | — | — | — | — |
| Total IHL | Total IHL             | Total IHL | 44 | 12 | 24 | 36 | 33 | — | — | — | — | — |

### Selección nacional
| Año  | Selección      | Evento           |   | PJ | G | A | Pts | PIM |
| ---- | -------------- | ---------------- | - | -- | - | - | --- | --- |
| 1980 | Estados Unidos | Lake Placid 1980 | 7 | 2  | 1 | 3 | 0   |     |

## Tras el retiro
Luego de retirarse del hockey, Wells trabajó como administrador de un restaurante en Rochester Hills, Michigan, pero se lastimó la vértebra cargando contenedores. Tras 11 horas en cirugía a Wells le fue informado por el doctor que tenía una rara degeneración en la vértebra. La enfermedad, la cual afecta los discos de la columna, forzaron a Wells a dejar el trabajo por necesitar de varias cirugías, las cuales eran por largos periodos que lo llevaron a deprimirse, pero Wells en ese momento decidió hacer una reunión como los integrantes del 'Milagro sobre hielo' antes de los Juegos Olímpicos de Invierno de 2002 en Salt Lake City, contradiciendo las órdenes del doctor en jugar y anotar un gol.
En 2010 pasaron por problemas financieros a causa de la crisis económica por los altos costos en las cirugías y necesitaban más dinero para las siguientes cirugías, por lo que Wells vendió su medalla de oro a un coleccionista privado por $40,000. Luego la medalla fue subastada por $310,700.
En los años siguientes Wells asistió a eventos cívicos y habló sobre sitios especiales en su ciudad, incluyendo el St Clair Shores Lions Club en la SCS Tree Lighting Ceremony en diciembre de 2014, y en el seminario del Arsenal of Democracy. Adicionalmente hizo acto de presencia en torneos estatales de hockey y en varias colectas por el país. Él vivía en la Península Alta de Míchigan.

## En la cultura popular
Wells apareció en la película de televisión de 1981 llamada Miracle on Ice. Jeff Miller, un retirado asambleísta de California, personificó a Mark Wells en la película, y el mismo Wells apareció en imágenes de archivo de la ceremonia de la medalla de oro que usaron en la película.
En la versión de 2004 de Disney llamada Miracle, sería interpretado por Joe Hemsworth.